# HTTP 지속적 연결 상태
HTTP 지속적 연결 상태, HTTP 영구 접속(HTTP persistent connection) 또는 HTTP 킵얼라이브(HTTP keep-alive), HTTP 연결 재사용(HTTP connection reuse)은 하나의 TCP 연결을 사용하여 복수의 HTTP 요청/응답을 주고받는다는 개념으로, 매 요청/응답 쌍마다 새로운 요청을 여는 것과는 반대되는 개념이다. 더 새로운 HTTP/2 프로토콜은 동일한 개념을 사용하며 더 나아가 하나의 연결 복수의 동시 요청/응답을 다중화하는 것이 가능하다.

## 웹 브라우저에서의 사용

복수 vs. 영구 접속의 스키마.

구글 크롬, 모질라 파이어폭스, 인터넷 익스플로러 (4.01 이후), 오페라 (4.0 이후), 사파리 등 현대의 모든 웹 브라우저는 영구 접속을 지원한다.
기본적으로 인터넷 익스플로러 버전 6과 7은 2개의 영구 접속을 사용하는 반면 버전 8은 6개를 사용한다. 영구 접속 타임아웃은 비활동 후 60초이며 이 수치는 윈도우 레지스트리를 통해 변경이 가능하다.
모질라 파이어폭스에서 동시 접속 수는 사용자가 직접 지정할 수 있다.(서버별, 프록시별, 또는 전체적으로) 영구 접속 타임아웃은 비활동 후 115초이며 구성을 통해 변경이 가능하다.

## 같이 보기
- HTTP 파이프라이닝
- HTTP/2